# Patricia Kohlmann
Patricia Kohlmann Hackl (Ciudad de México, 17 de septiembre de 1968) es una ex nadadora olímpica mexicana de estilo libre y combinado, que participó en dos Juegos Olímpicos de verano consecutivos representando a su país natal, a partir de 1984. 

## Biografía
De ascendencia alemana, nació en la Ciudad de México en 1968, estudió en el Colegio Alemán Alexander von Humboldt y más tarde en la Universidad de Houston.
Participó en los Juegos Panamericanos de 1983 en Caracas, Venezuela; donde obtuvo doble medalla de bronce.
Participó representando a México en los Juegos Olímpicos de Los Ángeles 1984 y Juegos Olímpicos de Seúl 1988.
Su mejor resultado fue el undécimo lugar en el relevo de estilo libre 4 × 100 m femenino en los Juegos Olímpicos de Verano de 1984 en Los Ángeles, California junto a Teresa Rivera, Rosa Fuentes e Irma Huerta.
En 2005 fue integrante del primer relevo mexicano en hacer un cruce doble al canal de la Mancha.